# Rejon wyżnicki
Rejon wyżnicki – jednostka administracyjna wchodząca w skład obwodu czerniowieckiego Ukrainy.
Utworzony w 1940. Ma powierzchnię 903 km². Siedzibą władz rejonu jest Wyżnica.
Na terenie rejonu znajduje się 2 miejskie rady, 1 osiedlowa rada i 14 silskich rad, obejmujących w sumie 31 miejscowości.

## Spis miejscowości
- (Бабине)
- (Багна)
- Baniłów (Банилів)
- Berhomet (Берегомет)
- (Бережниця)
- (Бережонка)
- (Черешенька)
- (Чорногузи)
- (Долішній Шепіт)
- (Фальків)
- (Іспас)
- Karpaczów (Карапчів)
- (Кибаки)
- (Коритне)
- (Лекечі)
- (Липовани)
- Łopuszna[2] (Лопушна)
- Łukawiec[3] (Лукавці)
- (Майдан -Іспаська с.р.)
- (Майдан -Лукавецька с.р.)
- (Мигове)
- Milejów (Міліїве)
- Płoska (Плоска)
- (Середній Майдан)
- (Слобода-Банилів)
- Waszkowce (Вашківці)
- Wyżnica (Вижниця)
- (Вали)
- (Вахнівці)
- (Велике)
- (Виженка)
- (Вовчинець)
- (Волока)
- Zamostie (Замостя)
- (Заріччя)